# 首投げ

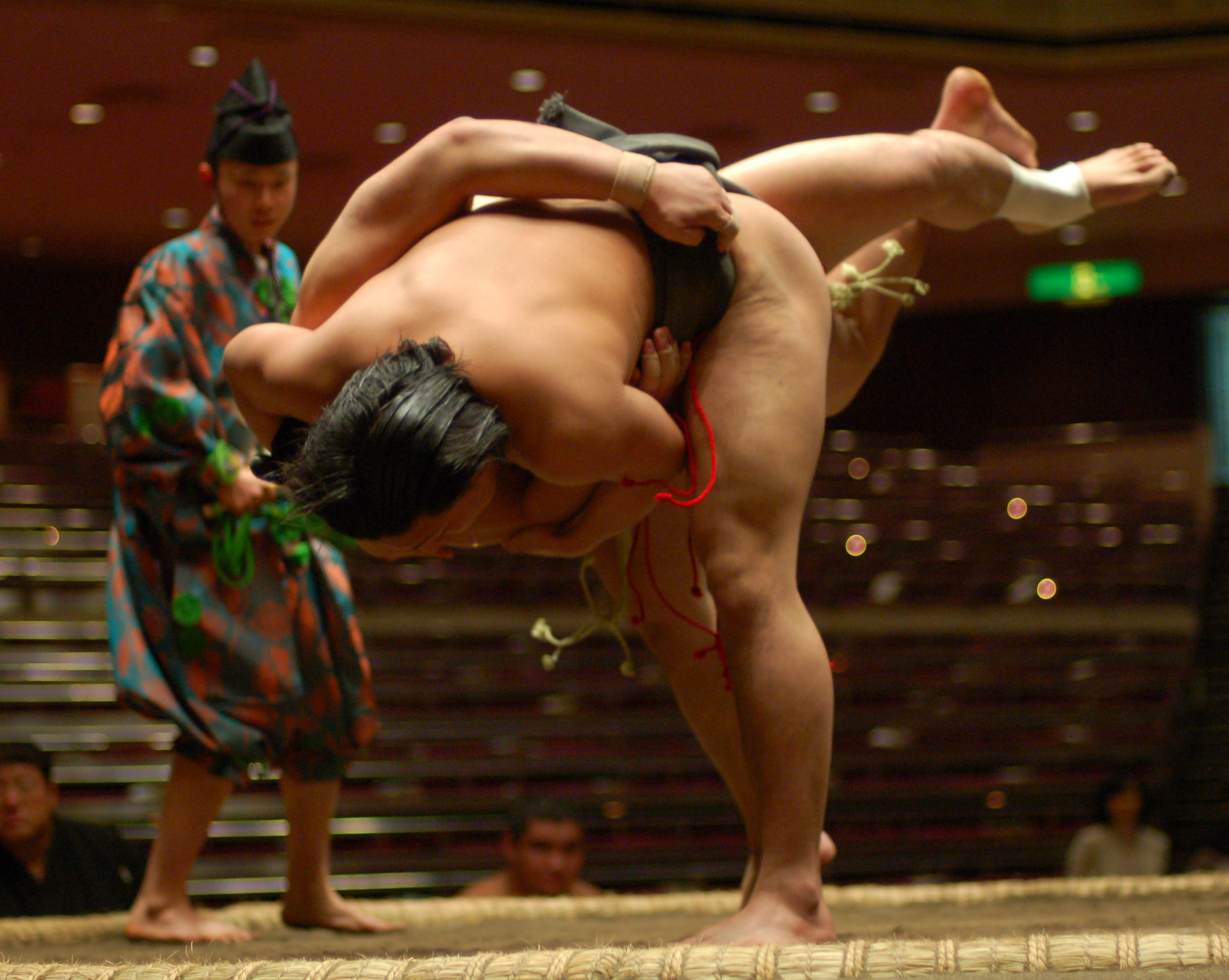
首投げ

首投げ（くびなげ）は、相撲の日本相撲協会制定決まり手八十二手、投げ手の一種またはレスリング、プロレスなどの格闘技で使用される投げ技の一種である。相手の首に腕を巻いて固定して投げる技である。別名フライング・メイヤー（Flying Mare）。

## 解説
この技は相手の首を腋の下に引き込み、自分の腕を相手の首に巻きつけてねじるようにして相手を投げ倒す技であり、後のレスリング及びプロレスでは「フライング・メイヤー」とも呼ばれてプロレスではスリーパーホールド、フェイスロック、サッカーボールキックなどの技への連携として使用されることが多い。なお、フライング・メイヤーは相手の頭及び首をホールドして投げる技の総称であるため、肩口から相手の頭を抱えるものも同様の名称で呼ばれる。
相撲では攻め込まれた際の窮地の策として用いる場合が多い。相手の首に腕が回るということは、相手の頭が肩のあたりにある、つまり相手に潜り込まれている、あるいは押し込まれた状態で、これは相撲では相手が有利な体勢である場合が多い。そこから逃れつつ勝負を決めようとしてかける技である。失敗するとすっぽ抜けて押し倒される。
首投げを打つということは攻め込まれているということであり、また首投げを決められるということは詰めが甘いということであるため、上位力士はこの技を打っても喰らっても好ましくないと言える。その為、この技を狙って打つことはまず無いと言える。実際、1970年3月場所14日目の北の富士と大鵬の一番で大鵬が北の富士を首投げで破った際には、後の新聞で相撲解説者の玉ノ海梅吉から「横綱同士で、首投げやるほうもやるほうだし、食うほうも食うほうだ」と批判された。作家の嵐山光三郎も、首投げについて「子どものときなんか、ラジオだったかな『首投げなんか食っちゃダメだろう』とか、よく解説の人とが言ってましたね」と自身の著書で語っている。
相撲では滅多にみられることはないが1955年5月場所千秋楽、小兵の横綱栃錦が身長203 cmの大関大内山の猛烈な突っ張りをかいくぐって決めた首投げが有名。近年では安芸乃島、日馬富士、豪栄道がよく決めていた。
首に技をかけることから危険であるとの理由で子供の相撲では禁じ手にされることもある。
「首投げ」は講道館やIJFの正式な技名にはないが柔道でよく用いられる。
講道館機関誌『柔道』1948年5月号で、玉嶺生は、柔道の腰車が深いと腰投げで浅いと首投げと言われるであろう、と述べている。
また、柔道家の金光弥一兵衛は自著で浮腰に似た首投げを抱込腰と呼んでいる。
柔道家の川石酒造之助は自著で「首投」の名称で右腕で相手の首を抱えながら体落の様に右脹脛を相手の右脛にあてながらの首投げを紹介している。体落の様に手技には分類せず、腰車と同様、腰技に分類している。腰車の基本形の様に腰は深く入れていない。

## 派生した俗語
- 大相撲の隠語で、性行為のこと。首投げが決まったときの格好が「正常位」と似ているところから、この言葉が派生した。